# Гірська піхота України
Гірська піхота — рід військ у Сухопутних військах України, до якого належать загальновійськові, артилерійські, інженерні та інші частини і з'єднання, призначені та спеціально навчені для бойових дій у гірській місцевості.

## Історія
Народження гірськострілецьких військ в Україні відбулося в 1996 році за ініціативою командувача Національної гвардії України (НГУ) генерал-полковника Чаповського під впливом російського досвіду в Чечні. В Криму в складі 7-ї дивізії НГУ були сформовані два гірськострілецькі батальйони: «Кобра» в Балаклаві й «Лаванда» в Сімферополі. До їх підготовки, як інструктори, широко залучалися досвідчені члени сімферопольського клубу спелеології. Також постійними учасниками тренувань та навчань в Кримських горах сумісно з гірськими стрільцями НГУ стала морська піхота України. Крім того, ще одна гірськострілецька рота «Карпати» була створена в складі батальйону Львівської дивізії НГУ, дислокованої в Івано-Франківську. Її завданням була охорона магістральних трубопроводів в Карпатах.
29 березня 1999 р. вперше в новітній історії Національної гвардії відбулися бригадні навчання з бойовою стрільбою. 23-тя бригада 7-ї дивізії розгорнула «бойові дії» в районі Червоних печер на високогірному Ангарському полігоні в Криму. Один батальйон блокував «банду бойовиків» в гірському масиві, а бійці обох гірськострілецьких батальйонів штурмували скелі, витісняючи «банду» на завчасно підготовлену вогневу позицію бригади (зенітно-артилерійський і гарматний протитанковий дивізіони, мінометна батарея, танки й БМП). Окрім цього на навчаннях були задіяні гелікоптери вогневої підтримки Мі-24, спецпідрозділ «Альфа», сили Державної служби охорони й прикордонники.
Подальший розвиток сил спеціальних операцій в Національній гвардії України призвів до створення розвідувально-ударних рот — кожна перша рота батальйону спеціального призначення або гірськострілецького батальйону. Все було перервано рішенням про розформування Національної гвардії України. Гірськострілецькі батальйони були включені до складу ВВ МВС України.
В 2003 р. гірськострілецький батальйон «Лаванда» було скорочено до гірськострілецької роти шляхом розформування 2-ї роти, яка комплектувалася строковиками. 1-ша гірськострілецька рота, яка залишилася, складалася приблизно з 45-50 контрактників і 10-12 офіцерів. На початок 2004 р. гірськострілецька рота була включена до складу батальйону спеціального призначення ВВ МВС, до якого окрім неї входили рота розвідки й загін бойових плавців. 9-та бригада швидкого реагування ВВ МВС, до складу якої увійшов гірськострілецький батальйон «Кобра», була спочатку скорочена до полку, а в 2004 р. до батальйону.
Також станом на 2011 рік було сформовано гірськострілецький батальйон в складі 36-ї бригади берегової оборони в Криму, Перевальне.
Від 2012 року 128-му окрему механізовану бригаду було переформовано на гірсько-піхотну.
У вересні 2018 року українські гірські піхотинці з 10 гірсько-штурмової бригади провели обмін досвідом з альпійськими стрільцями Італії з альпійської бригади «Julia». Впродовж вишколу гірські піхотинці ділились наявним досвідом та проводили практичні заняття з гірської підготовки.

## Структура

### 2017
- 10-та окрема гірсько-штурмова бригада «Едельвейс» А4267 (В3950), м. Коломия Івано-Франківської області
  -  8 окремий гірсько-штурмовий батальйон А3029 (В2235), м. Чернівці (Садгора).[3][4]
  -  108-й окремий гірсько-штурмовий батальйон[5] А3715, смт. Делятин Івано-Франківської області
  -  109-й окремий гірсько-штурмовий батальйон А3892, с. Крихівці Івано-Франківської області
- 128-ма окрема гірсько-штурмова Закарпатська бригада А1556, м. Мукачево Закарпатської області
  -  15-й окремий гірсько-штурмовий Севастопольський батальйон А1778, м. Ужгород Закарпатської області

Неподалік від Ужгорода розташований 234-й загальновійськовий полігон, пристосований для підготовки гірських частин.

## Національна гвардія
У складі національної гвардії І та ІІ формування були:
- гірський стрілецький батальйон «Лаванда»
- гірський стрілецький батальйон «Кобра»

Станом на середину 2017 року в складі НГ створено 2 окремі гірські роти.

## Озброєння
• MO-120-RT61

## Зовнішні джерела
1. 1 2  Евгений Путилов. Горнострелковые части в Украине. vijsko.milua.org. Українське військо у ХХ-ХХІ сторіччі. Архів оригіналу за 26 вересня 2017. Процитовано 1 жовтня 2017.(рос.)
2. ↑  Італійські інструктори обмінялись досвідом з гірською піхотою України. mil.in.ua. Український мілітарний портал. 26 вересня 2018. Архів оригіналу за 26 вересня 2018. Процитовано 26 вересня 2018.
3. ↑  8-й окремий гірсько-штурмовий батальйон дислокуватиметься в Чернівцях. pogliad.ua. Погляд. 14 березня 2018. Архів оригіналу за 6 травня 2018. Процитовано 5 травня 2018.
4. ↑  У Чернівцях буде нова військова частина. pogliad.ua. Погляд. 3 травня 2018. Архів оригіналу за 6 травня 2018. Процитовано 5 травня 2018.
5. ↑  10-та Гірська штурмова бригада. Архів оригіналу за 2 лютого 2018. Процитовано 1 жовтня 2017.
6. ↑  Гірську піхоту озброїли французькими мінометами. Мілітарний. Чесні новини про армію, війну та оборону. (укр.). Процитовано 30 березня 2025.